# سورة الحاقة
سورة الحاقة هي سورة مكية، من المفصل، آياتها 52، وترتيبها في المصحف 69، في الجزء التاسع والعشرين، والحاقة هو اسم من أسماء يوم القيامة في الإسلام، وهي تتحدث عن يوم القيامة وأهواله، نزلت بعد سورة الملك.

## سورة الحاقة
بجملتها تلقي بكل قوة وعمق إحساساً واحداً بمعنى واحد.. أن هذا الأمر، أمر الدين والعقيدة، جد خالص حازم جازم، جد كله لاهزل فيه. ولا مجال فيه للهزل. جد في الدنيا وجد في الآخرة، وجد في ميزان الله وحسابه جد لا يحتمل التلفت منه هنا أو هناك كثيراً ولا قليلاً.
يبرز هذا المعنى في اسم القيامة في هذه السورة (الحاقة) وهي بلفظها وجرسها ومعناها تلقي في الحس معنى الجد والصرامة والحق والاستقرار. وإيقاع اللفظ بذاته أشبه شيء يرفع الثقل طويلاً، ثم استقرار مكيناً. رفعه في مدة الحاء بالألف، وجده في تشديد القاف بعدها، واستقراره بالانتهاء بالتاء المربوطة التي تنطق هذه ساكنة.
ويبرز في مصارع المكذبين بالدين وبالعقيدة وبالآخرة قوماً بعد قوم، وجماعة بعد جماعة، مصارعهم العاصفة القاصمة الحاسمة الجازمة : ﴿كَذَّبَتْ ثَمُودُ وَعَادٌ بِالْقَارِعَةِ ۝٤ فَأَمَّا ثَمُودُ فَأُهْلِكُوا بِالطَّاغِيَةِ ۝٥ وَأَمَّا عَادٌ فَأُهْلِكُوا بِرِيحٍ صَرْصَرٍ عَاتِيَةٍ ۝٦ سَخَّرَهَا عَلَيْهِمْ سَبْعَ لَيَالٍ وَثَمَانِيَةَ أَيَّامٍ حُسُومًا فَتَرَى الْقَوْمَ فِيهَا صَرْعَى كَأَنَّهُمْ أَعْجَازُ نَخْلٍ خَاوِيَةٍ ۝٧ فَهَلْ تَرَى لَهُمْ مِنْ بَاقِيَةٍ ۝٨ وَجَاءَ فِرْعَوْنُ وَمَنْ قَبْلَهُ وَالْمُؤْتَفِكَاتُ بِالْخَاطِئَةِ ۝٩ فَعَصَوْا رَسُولَ رَبِّهِمْ فَأَخَذَهُمْ أَخْذَةً رَابِيَةً ۝١٠ إِنَّا لَمَّا طَغَى الْمَاءُ حَمَلْنَاكُمْ فِي الْجَارِيَةِ ۝١١ لِنَجْعَلَهَا لَكُمْ تَذْكِرَةً وَتَعِيَهَا أُذُنٌ وَاعِيَةٌ ۝١٢﴾ [الحاقة:4–12] وهكذا كل من تلفت عن هذا الأمر أخدة أخدة مروعة داهمة قاصمة، تتناسب مع الجد الصارم الحاسم في هذا الأمر العظيم الهائل، الذي لايحتمل هزلاً، ولا يحتمل لعباً، ولا يحتمل تلفتاً عنه من هنا وهناك! ويبرز في مشهد القيامة المروع، وفي نهاية الكون الرهيبة، وفي جلال التحلي وهو أروع وأهول : ﴿فَإِذَا نُفِخَ فِي الصُّورِ نَفْخَةٌ وَاحِدَةٌ ۝١٣ وَحُمِلَتِ الْأَرْضُ وَالْجِبَالُ فَدُكَّتَا دَكَّةً وَاحِدَةً ۝١٤ فَيَوْمَئِذٍ وَقَعَتِ الْوَاقِعَةُ ۝١٥ وَانْشَقَّتِ السَّمَاءُ فَهِيَ يَوْمَئِذٍ وَاهِيَةٌ ۝١٦ وَالْمَلَكُ عَلَى أَرْجَائِهَا وَيَحْمِلُ عَرْشَ رَبِّكَ فَوْقَهُمْ يَوْمَئِذٍ ثَمَانِيَةٌ ۝١٧﴾ [الحاقة:13–17].
ذلك الهول وهذا الجلال يخلعان الجد الرائع الجليل على مشهد الحساب عن ذلك الأمر الهول.يشاركان في تعميق ذلك المعني في الحس مع سائر ايقاعات السورة وإيحاءتها. هو وما بعده من مقالة الناجين والمعذبين : ﴿فَأَمَّا مَنْ أُوتِيَ كِتَابَهُ بِيَمِينِهِ فَيَقُولُ هَاؤُمُ اقْرَءُوا كِتَابِيَهْ ۝١٩ إِنِّي ظَنَنْتُ أَنِّي مُلَاقٍ حِسَابِيَهْ ۝٢٠﴾ فقد نجا ولا يكاد يصدق. ﴿وَأَمَّا مَنْ أُوتِيَ كِتَابَهُ بِشِمَالِهِ فَيَقُولُ يَا لَيْتَنِي لَمْ أُوتَ كِتَابِيَهْ ۝٢٥ وَلَمْ أَدْرِ مَا حِسَابِيَهْ ۝٢٦ يَا لَيْتَهَا كَانَتِ الْقَاضِيَةَ ۝٢٧ مَا أَغْنَى عَنِّي مَالِيَهْ ۝٢٨ هَلَكَ عَنِّي سُلْطَانِيَهْ ۝٢٩﴾ [الحاقة:25–29] بهذا التفجع الطويل، الذي في الحس وقع هذا المصير.
ثم يبدو ذلك الجد الصارم والهول القاصم في النطق العلوي الرهيب، في اليوم الهائل، في الموقف الجليل : ﴿خُذُوهُ فَغُلُّوهُ ۝٣٠ ثُمَّ الْجَحِيمَ صَلُّوهُ ۝٣١ ثُمَّ فِي سِلْسِلَةٍ ذَرْعُهَا سَبْعُونَ ذِرَاعًا فَاسْلُكُوهُ ۝٣٢﴾ [الحاقة:30–32].
ثم يعقب كلمة الجليل من بيان لموجات الحكم الرهيب ﴿فَلَيْسَ لَهُ الْيَوْمَ هَاهُنَا حَمِيمٌ ۝٣٥ وَلَا طَعَامٌ إِلَّا مِنْ غِسْلِينٍ ۝٣٦ لَا يَأْكُلُهُ إِلَّا الْخَاطِئُونَ ۝٣٧﴾ [الحاقة:35–37].
ثم يبرز التلويح بقسم هائل، وفي تقرير الله الدين الأخير ﴿فَلَا أُقْسِمُ بِمَا تُبْصِرُونَ ۝٣٨ وَمَا لَا تُبْصِرُونَ ۝٣٩ إِنَّهُ لَقَوْلُ رَسُولٍ كَرِيمٍ ۝٤٠﴾ [الحاقة:38–40].
وأخيراً يبرز الجد في الإيقاع الأخير. وفي التهديد لكل من يتلاعب في هذا الأمر كائناً من كان ولو كان محمد الرسول ﴿وَلَوْ تَقَوَّلَ عَلَيْنَا بَعْضَ الْأَقَاوِيلِ ۝٤٤ لَأَخَذْنَا مِنْهُ بِالْيَمِينِ ۝٤٥ ثُمَّ لَقَطَعْنَا مِنْهُ الْوَتِينَ ۝٤٦ فَمَا مِنْكُمْ مِنْ أَحَدٍ عَنْهُ حَاجِزِينَ ۝٤٧﴾ [الحاقة:44–47].
وعنئذ نختم السورة بالتقرير الجازم الحاسم والقول الفصل الأخير عن هذا الأمر الخطير : ﴿وَإِنَّهُ لَتَذْكِرَةٌ لِلْمُتَّقِينَ ۝٤٨ وَإِنَّا لَنَعْلَمُ أَنَّ مِنْكُمْ مُكَذِّبِينَ ۝٤٩ وَإِنَّهُ لَحَسْرَةٌ عَلَى الْكَافِرِينَ ۝٥٠ وَإِنَّهُ لَحَقُّ الْيَقِينِ ۝٥١ فَسَبِّحْ بِاسْمِ رَبِّكَ الْعَظِيمِ ۝٥٢﴾ [الحاقة:48–52] .. وهو الختام الذي يقطع كل قول، ويلقي بكلمة الفصل، وينتهي إلى الفراغ من كل لغو، والتسبيح باسم الله العظيم...

## تفسير سورة الحاقة
﴿الْحَاقَّةُ ۝١ مَا الْحَاقَّةُ ۝٢ وَمَا أَدْرَاكَ مَا الْحَاقَّةُ ۝٣ كَذَّبَتْ ثَمُودُ وَعَادٌ بِالْقَارِعَةِ ۝٤ فَأَمَّا ثَمُودُ فَأُهْلِكُوا بِالطَّاغِيَةِ ۝٥ وَأَمَّا عَادٌ فَأُهْلِكُوا بِرِيحٍ صَرْصَرٍ عَاتِيَةٍ ۝٦ سَخَّرَهَا عَلَيْهِمْ سَبْعَ لَيَالٍ وَثَمَانِيَةَ أَيَّامٍ حُسُومًا فَتَرَى الْقَوْمَ فِيهَا صَرْعَى كَأَنَّهُمْ أَعْجَازُ نَخْلٍ خَاوِيَةٍ ۝٧ فَهَلْ تَرَى لَهُمْ مِنْ بَاقِيَةٍ ۝٨﴾ [الحاقة:1–8].
﴿الْحَاقَّةُ ۝١﴾ [الحاقة:1] من أسماء يوم القيامة، لأنها تحق وتنزل بالخلق، وتظهر فيها حقائق الأمور، ومخبآت الصدور، فعظم تعالى شأنها وفخمه، بما كرره من قوله: ﴿الْحَاقَّةُ ۝١ مَا الْحَاقَّةُ ۝٢ وَمَا أَدْرَاكَ مَا الْحَاقَّةُ ۝٣﴾ [الحاقة:1–3] فإن لها شأنا عظيما وهولا جسيما، [ومن عظمتها أن الله أهلك الأمم المكذبة بها بالعذاب العاجل]
ثم ذكر نموذجا من أحوالها الموجودة في الدنيا المشاهدة فيها، وهو ما أحله من العقوبات البليغة بالأمم العاتية فقال: ﴿كَذَّبَتْ ثَمُودُ﴾ [الحاقة:4] وهم القبيلة المشهورة سكان الحجر الذين أرسل الله إليهم رسوله صالحا  ، ينهاهم عما هم عليه من الشرك، ويأمرهم بالتوحيد، فردوا دعوته وكذبوه وكذبوا ما أخبرهم به من يوم القيامة، وهي القارعة التي تقرع الخلق بأهوالها، وكذلك عاد الأولى سكان حضرموت حين بعث الله إليهم رسوله هودا  يدعوهم إلى عبادة الله [وحده] فكذبوه وكذبوا بما أخبر به من البعث فأهلك الله الطائفتين بالهلاك المعجل ﴿فَأَمَّا ثَمُودُ فَأُهْلِكُوا بِالطَّاغِيَةِ ۝٥﴾ [الحاقة:5] وهي الصيحة العظيمة الفظيعة، التي انصدعت منها قلوبهم وزهقت لها أرواحهم فأصبحوا موتى لا يرى إلا مساكنهم وجثثهم.
﴿وَأَمَّا عَادٌ فَأُهْلِكُوا بِرِيحٍ صَرْصَرٍ عَاتِيَةٍ ۝٦﴾ [الحاقة:6] أي: قوية شديدة الهبوب لها صوت أبلغ من صوت الرعد [القاصف] ﴿عَاتِيَةٍ﴾ [الحاقة:6] [أي: ] عتت على خزانها، على قول كثير من المفسرين، أو عتت على عاد وزادت على الحد كما هو الصحيح.
﴿سَخَّرَهَا عَلَيْهِمْ سَبْعَ لَيَالٍ وَثَمَانِيَةَ أَيَّامٍ حُسُومًا﴾ [الحاقة:7] أي: نحسا وشرا فظيعا عليهم فدمرتهم وأهلكتهم، ﴿فَتَرَى الْقَوْمَ فِيهَا صَرْعَى﴾ [الحاقة:7] أي: هلكى موتى ﴿كَأَنَّهُمْ أَعْجَازُ نَخْلٍ خَاوِيَةٍ﴾ [الحاقة:7] أي: كأنهم جذوع النخل التي قد قطعت رءوسها الخاوية الساقط بعضها على بعض.
﴿فَهَلْ تَرَى لَهُمْ مِنْ بَاقِيَةٍ ۝٨﴾ [الحاقة:8] وهذا استفهام بمعنى النفي المتقرر.
﴿وَجَاءَ فِرْعَوْنُ وَمَنْ قَبْلَهُ وَالْمُؤْتَفِكَاتُ بِالْخَاطِئَةِ ۝٩ فَعَصَوْا رَسُولَ رَبِّهِمْ فَأَخَذَهُمْ أَخْذَةً رَابِيَةً ۝١٠ إِنَّا لَمَّا طَغَى الْمَاءُ حَمَلْنَاكُمْ فِي الْجَارِيَةِ ۝١١ لِنَجْعَلَهَا لَكُمْ تَذْكِرَةً وَتَعِيَهَا أُذُنٌ وَاعِيَةٌ ۝١٢﴾ [الحاقة:9–12].
أي: وكذلك غير هاتين الأمتين الطاغيتين عاد وثمود جاء غيرهم من الطغاة العتاة كفرعون مصر الذي أرسل الله إليه عبده ورسوله موسى [ابن عمران]  وأراه من الآيات البينات ما تيقنوا بها الحق ولكن جحدوا وكفروا ظلما وعلوا وجاء من قبله من المكذبين، ﴿وَالْمُؤْتَفِكَاتُ﴾ [الحاقة:9] أي: قرى قوم لوط الجميع جاءوا ﴿بِالْخَاطِئَةِ﴾ [الحاقة:9] أي: بالفعلة الطاغية وهي الكفر والتكذيب والظلم والمعاندة وما انضم إلى ذلك من أنواع الفواحش والفسوق.
﴿فَعَصَوْا رَسُولَ رَبِّهِمْ﴾ [الحاقة:10] وهذا اسم جنس أي: كل من هؤلاء كذب الرسول الذي أرسله الله إليهم. فأخذ الله الجميع ﴿أَخْذَةً رَابِيَةً﴾ [الحاقة:10] أي: زائدة على الحد والمقدار الذي يحصل به هلاكهم.
ومن جملة أولئك قوم نوح أغرقهم الله في اليم حين طغى [الماء على وجه] الأرض وعلا على مواضعها الرفيعة. وامتن الله على الخلق الموجودين بعدهم أن الله حملهم ﴿فِي الْجَارِيَةِ﴾ [الحاقة:11] وهي: السفينة في أصلاب آبائهم وأمهاتهم الذين نجاهم الله.
فأحمدوا الله واشكروا الذي نجاكم حين أهلك الطاغين واعتبروا بآياته الدالة على توحيده ولهذا قال: ﴿لِنَجْعَلَهَا﴾ [الحاقة:12] أي: الجارية والمراد جنسها، ﴿لَكُمْ تَذْكِرَةً﴾ [الحاقة:12] تذكركم أول سفينة صنعت وما قصتها وكيف نجى الله عليها من آمن به واتبع رسوله وأهلك أهل الأرض كلهم فإن جنس الشيء مذكر بأصله.
وقوله: ﴿وَتَعِيَهَا أُذُنٌ وَاعِيَةٌ﴾ [الحاقة:12] أي: تعقلها أولو الألباب ويعرفون المقصود منها ووجه الآية بها.
وهذا بخلاف أهل الإعراض والغفلة وأهل البلادة وعدم الفطنة فإنهم ليس لهم انتفاع بآيات الله لعدم وعيهم عن الله، وفكرهم بآيات الله.
﴿فَإِذَا نُفِخَ فِي الصُّورِ نَفْخَةٌ وَاحِدَةٌ ۝١٣ وَحُمِلَتِ الْأَرْضُ وَالْجِبَالُ فَدُكَّتَا دَكَّةً وَاحِدَةً ۝١٤ فَيَوْمَئِذٍ وَقَعَتِ الْوَاقِعَةُ ۝١٥ وَانْشَقَّتِ السَّمَاءُ فَهِيَ يَوْمَئِذٍ وَاهِيَةٌ ۝١٦ وَالْمَلَكُ عَلَى أَرْجَائِهَا وَيَحْمِلُ عَرْشَ رَبِّكَ فَوْقَهُمْ يَوْمَئِذٍ ثَمَانِيَةٌ ۝١٧ يَوْمَئِذٍ تُعْرَضُونَ لَا تَخْفَى مِنْكُمْ خَافِيَةٌ ۝١٨﴾ [الحاقة:13–18] لما ذكر ما فعله تعالى بالمكذبين لرسله وكيف جازاهم وعجل لهم العقوبة في الدنيا وأن الله نجى الرسل وأتباعهم كان هذا مقدمة لذكر الجزاء الأخروي وتوفية الأعمال كاملة يوم القيامة. فذكر الأمور الهائلة التي تقع أمام القيامة وأن أول ذلك أنه ينفخ إسرافيل ﴿فِي الصُّورِ﴾ [الحاقة:13] إذا تكاملت الأجساد نابتة. ﴿نَفْخَةٌ وَاحِدَةٌ﴾ [الحاقة:13] فتخرج الأرواح فتدخل كل روح في جسدها فإذا الناس قيام لرب العالمين.
﴿وَحُمِلَتِ الْأَرْضُ وَالْجِبَالُ فَدُكَّتَا دَكَّةً وَاحِدَةً ۝١٤﴾ [الحاقة:14] أي: فتتت الجبال واضمحلت وخلطت بالأرض ونسفت على الأرض فكان الجميع قاعا صفصفا لا ترى فيها عوجا ولا أمتا. هذا ما يصنع بالأرض وما عليها.
وأما ما يصنع بالسماء، فإنها تضطرب وتمور وتتشقق ويتغير لونها، وتهي بعد تلك الصلابة والقوة العظيمة، وما ذاك إلا لأمر عظيم أزعجها، وكرب جسيم هائل أوهاها وأضعفها. ﴿وَالْمَلَكُ﴾ [الحاقة:17] أي: الملائكة الكرام ﴿عَلَى أَرْجَائِهَا﴾ [الحاقة:17] أي: على جوانب السماء وأركانها، خاضعين لربهم، مستكينين لعظمته.
﴿وَيَحْمِلُ عَرْشَ رَبِّكَ فَوْقَهُمْ يَوْمَئِذٍ ثَمَانِيَةٌ﴾ [الحاقة:17] أملاك في غاية القوة إذا أتى للفصل بين العباد والقضاء بينهم بعدله وقسطه وفضله.
ولهذا قال: ﴿يَوْمَئِذٍ تُعْرَضُونَ﴾ [الحاقة:18] على الله ﴿لَا تَخْفَى مِنْكُمْ خَافِيَةٌ﴾ [الحاقة:18] لا من أجسامكم وأجسادكم ولا من أعمالكم [وصفاتكم]، فإن الله تعالى عالم الغيب والشهادة.
ويحشر العباد حفاة عراة غرلا، في أرض مستوية، يسمعهم الداعي، وينفذهم البصر، فحينئذ يجازيهم بما عملوا، ولهذا ذكر كيفية الجزاء، فقال:
﴿فَأَمَّا مَنْ أُوتِيَ كِتَابَهُ بِيَمِينِهِ فَيَقُولُ هَاؤُمُ اقْرَءُوا كِتَابِيَهْ ۝١٩ إِنِّي ظَنَنْتُ أَنِّي مُلَاقٍ حِسَابِيَهْ ۝٢٠ فَهُوَ فِي عِيشَةٍ رَاضِيَةٍ ۝٢١ فِي جَنَّةٍ عَالِيَةٍ ۝٢٢ قُطُوفُهَا دَانِيَةٌ ۝٢٣ كُلُوا وَاشْرَبُوا هَنِيئًا بِمَا أَسْلَفْتُمْ فِي الْأَيَّامِ الْخَالِيَةِ ۝٢٤﴾ [الحاقة:19–24].
وهؤلاء هم أهل السعادة يعطون كتبهم التي فيها أعمالهم الصالحة بأيمانهم تمييزا لهم وتنويها بشأنهم ورفعا لمقدارهم، ويقول أحدهم عند ذلك من الفرح والسرور ومحبة أن يطلع الخلق على ما من الله عليه به من الكرامة: ﴿هَاؤُمُ اقْرَءُوا كِتَابِيَهْ﴾ [الحاقة:19] أي: دونكم كتابي فاقرأوه فإنه يبشر بالجنات، وأنواع الكرامات، ومغفرة الذنوب، وستر العيوب.
والذي أوصلني إلى هذه الحال، ما من الله به علي من الإيمان بالبعث والحساب، والاستعداد له بالممكن من العمل، ولهذا قال: ﴿إِنِّي ظَنَنْتُ أَنِّي مُلَاقٍ حِسَابِيَهْ ۝٢٠﴾ [الحاقة:20] أي: أيقنت فالظن -هنا- [بمعنى] اليقين.
﴿فِي جَنَّةٍ عَالِيَةٍ ۝٢٢﴾ [الحاقة:22] أي: جامعة لما تشتهيه الأنفس، وتلذ الأعين، وقد رضوها ولم يختاروا عليها غيرها.
﴿فِي جَنَّةٍ عَالِيَةٍ ۝٢٢﴾ [الحاقة:22] المنازل والقصور عالية المحل.
﴿قُطُوفُهَا دَانِيَةٌ ۝٢٣﴾ [الحاقة:23] أي: ثمرها وجناها من أنواع الفواكه قريبة، سهلة التناول على أهلها، ينالها أهلها قياما وقعودا ومتكئين.
ويقال لهم إكراما: ﴿كُلُوا وَاشْرَبُوا﴾ [الحاقة:24] أي: من كل طعام لذيذ، وشراب شهي، ﴿هَنِيئًا﴾ [الحاقة:24] أي: تاما كاملا من غير مكدر ولا منغص.
وذلك الجزاء حصل لكم ﴿بِمَا أَسْلَفْتُمْ فِي الْأَيَّامِ الْخَالِيَةِ﴾ [الحاقة:24] من الأعمال الصالحة -وترك الأعمال السيئة- من صلاة وصيام وصدقة وحج وإحسان إلى الخلق، وذكر لله وإنابة إليه.
فالأعمال جعلها الله سببا لدخول الجنة ومادة لنعيمها وأصلا لسعادتها.
﴿وَأَمَّا مَنْ أُوتِيَ كِتَابَهُ بِشِمَالِهِ فَيَقُولُ يَا لَيْتَنِي لَمْ أُوتَ كِتَابِيَهْ ۝٢٥ وَلَمْ أَدْرِ مَا حِسَابِيَهْ ۝٢٦ يَا لَيْتَهَا كَانَتِ الْقَاضِيَةَ ۝٢٧ مَا أَغْنَى عَنِّي مَالِيَهْ ۝٢٨ هَلَكَ عَنِّي سُلْطَانِيَهْ ۝٢٩ خُذُوهُ فَغُلُّوهُ ۝٣٠ ثُمَّ الْجَحِيمَ صَلُّوهُ ۝٣١ ثُمَّ فِي سِلْسِلَةٍ ذَرْعُهَا سَبْعُونَ ذِرَاعًا فَاسْلُكُوهُ ۝٣٢ إِنَّهُ كَانَ لَا يُؤْمِنُ بِاللَّهِ الْعَظِيمِ ۝٣٣ وَلَا يَحُضُّ عَلَى طَعَامِ الْمِسْكِينِ ۝٣٤﴾ [الحاقة:25–34] ﴿فَلَيْسَ لَهُ الْيَوْمَ هَاهُنَا حَمِيمٌ ۝٣٥ وَلَا طَعَامٌ إِلَّا مِنْ غِسْلِينٍ ۝٣٦ لَا يَأْكُلُهُ إِلَّا الْخَاطِئُونَ ۝٣٧﴾ [الحاقة:35–37].
هؤلاء أهل الشقاء يعطون كتب أعمالهم السيئة بشمالهم تمييزا لهم وخزيا وعارا وفضيحة، فيقول أحدهم من الهم والغم والخزي ﴿يَالَيْتَنِي لَمْ أُوتَ كِتَابِيَهْ﴾ [الحاقة:25] لأنه يبشر بدخول النار والخسارة الأبدية.
﴿وَلَمْ أَدْرِ مَا حِسَابِيَهْ ۝٢٦﴾ [الحاقة:26] أي: ليتني كنت نسيا منسيا ولم أبعث وأحاسب ولهذا قال:
﴿يَا لَيْتَهَا كَانَتِ الْقَاضِيَةَ ۝٢٧﴾ [الحاقة:27] أي: يا ليت موتتي هي الموتة التي لا بعث بعدها.
ثم التفت إلى ماله وسلطانه، فإذا هو وبال عليه لم يقدم منه لآخرته، ولم ينفعه في الافتداء من عذاب الله فيقول: ﴿مَا أَغْنَى عَنِّي مَالِيَهْ ۝٢٨﴾ [الحاقة:28] أي: ما نفعني لا في الدنيا، لم أقدم منه شيئا، ولا في الآخرة، قد ذهب وقت نفعه.
﴿هَلَكَ عَنِّي سُلْطَانِيَهْ ۝٢٩﴾ [الحاقة:29] أي: ذهب واضمحل فلم تنفع الجنود الكثيرة، ولا العدد الخطيرة، ولا الجاه العريض، بل ذهب ذلك كله أدراج الرياح، وفاتت بسببه المتاجر والأرباح، وحضر بدله الهموم والغموم والأتراح، فحينئذ يؤمر بعذابه فيقال للزبانية الغلاظ الشداد: ﴿خُذُوهُ فَغُلُّوهُ ۝٣٠﴾ [الحاقة:30] أي: اجعلوا في عنقه غلا يخنقه.
﴿ثُمَّ الْجَحِيمَ صَلُّوهُ ۝٣١﴾ [الحاقة:31] أي: قلبوه على جمرها ولهبها.
﴿ثُمَّ فِي سِلْسِلَةٍ ذَرْعُهَا سَبْعُونَ ذِرَاعًا﴾ [الحاقة:32] من سلاسل الجحيم في غاية الحرارة ﴿فَاسْلُكُوهُ﴾ [الحاقة:32] أي: انظموه فيها بأن تدخل في دبره وتخرج من فمه، ويعلق فيها، فلا يزال يعذب هذا العذاب الفظيع، فبئس العذاب والعقاب، وواحسرة من له التوبيخ والعتاب.
فإن السبب الذي أوصله إلى هذا المحل: ﴿إِنَّهُ كَانَ لَا يُؤْمِنُ بِاللَّهِ الْعَظِيمِ ۝٣٣﴾ [الحاقة:33] بأن كان كافرا بربه معاندا لرسله رادا ما جاءوا به من الحق.
﴿وَلَا يَحُضُّ عَلَى طَعَامِ الْمِسْكِينِ ۝٣٤﴾ [الحاقة:34] أي: ليس في قلبه رحمة يرحم بها الفقراء والمساكين فلا يطعمهم [من ماله] ولا يحض غيره على إطعامهم، لعدم الوازع في قلبه، وذلك لأن مدار السعادة ومادتها أمران: الإخلاص لله، الذي أصله الإيمان بالله، والإحسان إلى الخلق بوجوه الإحسان، الذي من أعظمها، دفع ضرورة المحتاجين بإطعامهم ما يتقوتون به، وهؤلاء لا إخلاص ولا إحسان، فلذلك استحقوا ما استحقوا.
﴿فَلَيْسَ لَهُ الْيَوْمَ هَاهُنَا﴾ [الحاقة:35] أي: يوم القيامة ﴿حَمِيمٍ﴾ [الحاقة:35] أي: قريب أو صديق يشفع له لينجو من عذاب الله أو يفوز بثواب الله: ﴿وَلَا ‌تَنْفَعُ ‌الشَّفَاعَةُ ‌عِنْدَهُ إِلَّا لِمَنْ أَذِنَ لَهُ﴾ [سبأ:23] ﴿مَا لِلظَّالِمِينَ مِنْ حَمِيمٍ وَلَا ‌شَفِيعٍ ‌يُطَاعُ﴾ [غافر:18].
وليس له ﴿طَعَامٌ إِلَّا مِنْ غِسْلِينٍ﴾ [الحاقة:36] وهو صديد أهل النار، الذي هو في غاية الحرارة، ونتن الريح، وقبح الطعم ومرارته لا يأكل هذا الطعام الذميم ﴿إِلَّا الْخَاطِئُونَ﴾ [الحاقة:37] الذين أخطأوا الصراط المستقيم وسلكوا سبل الجحيم فلذلك استحقوا العذاب الأليم.
﴿فَلَا أُقْسِمُ بِمَا تُبْصِرُونَ ۝٣٨ وَمَا لَا تُبْصِرُونَ ۝٣٩ إِنَّهُ لَقَوْلُ رَسُولٍ كَرِيمٍ ۝٤٠ وَمَا هُوَ بِقَوْلِ شَاعِرٍ قَلِيلًا مَا تُؤْمِنُونَ ۝٤١ وَلَا بِقَوْلِ كَاهِنٍ قَلِيلًا مَا تَذَكَّرُونَ ۝٤٢ تَنْزِيلٌ مِنْ رَبِّ الْعَالَمِينَ ۝٤٣ وَلَوْ تَقَوَّلَ عَلَيْنَا بَعْضَ الْأَقَاوِيلِ ۝٤٤ لَأَخَذْنَا مِنْهُ بِالْيَمِينِ ۝٤٥ ثُمَّ لَقَطَعْنَا مِنْهُ الْوَتِينَ ۝٤٦ فَمَا مِنْكُمْ مِنْ أَحَدٍ عَنْهُ حَاجِزِينَ ۝٤٧﴾ [الحاقة:38–47] ﴿وَإِنَّهُ لَتَذْكِرَةٌ لِلْمُتَّقِينَ ۝٤٨ وَإِنَّا لَنَعْلَمُ أَنَّ مِنْكُمْ مُكَذِّبِينَ ۝٤٩ وَإِنَّهُ لَحَسْرَةٌ عَلَى الْكَافِرِينَ ۝٥٠ وَإِنَّهُ لَحَقُّ الْيَقِينِ ۝٥١ فَسَبِّحْ بِاسْمِ رَبِّكَ الْعَظِيمِ ۝٥٢﴾ [الحاقة:48–52].
أقسم تعالى بما يبصر الخلق من جميع الأشياء وما لا يبصرونه، فدخل في ذلك كل الخلق بل يدخل في ذلك نفسه المقدسة، على صدق الرسول بما جاء به من هذا القرآن الكريم، وأن الرسول الكريم بلغه عن الله تعالى.
ونزه الله رسوله عما رماه به أعداؤه، من أنه شاعر أو ساحر، وأن الذي حملهم على ذلك عدم إيمانهم وتذكرهم، فلو آمنوا وتذكروا، لعلموا ما ينفعهم ويضرهم، ومن ذلك، أن ينظروا في حال محمد ﷺ، ويرمقوا أوصافه وأخلاقه، لرأوا أمرا مثل الشمس يدلهم على أنه رسول الله حقا، وأن ما جاء به تنزيل رب العالمين، لا يليق أن يكون قول البشر بل هو كلام دال على عظمة من تكلم به، وجلالة أوصافه، وكمال تربيته لعباده، وعلوه فوق عباده، وأيضا، فإن هذا ظن منهم بما لا يليق بالله وحكمته فإنه لو تقول عليه وافترى ﴿بَعْضَ الْأَقَاوِيلِ﴾ [الحاقة:44] الكاذبة.
﴿لَأَخَذْنَا مِنْهُ بِالْيَمِينِ ۝٤٥ ثُمَّ لَقَطَعْنَا مِنْهُ الْوَتِينَ ۝٤٦﴾ [الحاقة:45–46] وهو عرق متصل بالقلب إذا انقطع مات منه الإنسان، فلو قدر أن الرسول -حاشا وكلا- تقول على الله لعاجله بالعقوبة، وأخذه أخذ عزيز مقتدر، لأنه حكيم، على كل شيء قدير، فحكمته تقتضي أن لا يمهل الكاذب عليه، الذي يزعم أن الله أباح له دماء من خالفه وأموالهم، وأنه هو وأتباعه لهم النجاة، ومن خالفه فله الهلاك.
فإذا كان الله قد أيد رسوله بالمعجزات، وبرهن على صدق ما جاء به بالآيات البينات، ونصره على أعدائه، ومكنه من نواصيهم، فهو أكبر شهادة منه على رسالته.
وقوله: ﴿فَمَا مِنْكُمْ مِنْ أَحَدٍ عَنْهُ حَاجِزِينَ ۝٤٧﴾ [الحاقة:47] أي: لو أهلكه، ما امتنع هو بنفسه، ولا قدر أحد أن يمنعه من عذاب الله.
﴿وَإِنَّهُ﴾ [الحاقة:48] أي: القرآن الكريم ﴿لَتَذْكِرَةٌ لِلْمُتَّقِينَ﴾ [الحاقة:48] يتذكرون به مصالح دينهم ودنياهم، فيعرفونها، ويعملون عليها، يذكرهم العقائد الدينية، والأخلاق المرضية، والأحكام الشرعية، فيكونون من العلماء الربانيين، والعباد العارفين، والأئمة المهديين.
﴿وَإِنَّا لَنَعْلَمُ أَنَّ مِنْكُمْ مُكَذِّبِينَ ۝٤٩﴾ [الحاقة:49] به، وهذا فيه تهديد ووعيد للمكذبين، فإنه سيعاقبهم على تكذيبهم بالعقوبة البليغة.
﴿وَإِنَّهُ لَحَسْرَةٌ عَلَى الْكَافِرِينَ ۝٥٠﴾ [الحاقة:50] فإنهم لما كفروا به، ورأوا ما وعدهم به، تحسروا إذ لم يهتدوا به، ولم ينقادوا لأمره، ففاتهم الثواب، وحصلوا على أشد العذاب، وتقطعت بهم الأسباب.
﴿وَإِنَّهُ لَحَقُّ الْيَقِينِ ۝٥١﴾ [الحاقة:51] أي: أعلى مراتب العلم، فإن أعلى مراتب العلم اليقين وهو العلم الثابت، الذي لا يتزلزل ولا يزول.
واليقين مراتبه ثلاثة، كل واحدة أعلى مما قبلها:
أولها: علم اليقين، وهو العلم المستفاد من الخبر.
ثم عين اليقين، وهو العلم المدرك بحاسة البصر.
ثم حق اليقين، وهو العلم المدرك بحاسة الذوق والمباشرة.
وهذا القرآن الكريم، بهذا الوصف، فإن ما فيه من العلوم المؤيدة بالبراهين القطعية، وما فيه من الحقائق والمعارف الإيمانية، يحصل به لمن ذاقه حق اليقين.
﴿فَسَبِّحْ بِاسْمِ رَبِّكَ الْعَظِيمِ ۝٥٢﴾ [الحاقة:52] أي: نزهه عما لا يليق بجلاله، وقدسه بذكر أوصاف جلاله وجماله وكماله.

## وصلات خارجية
- سورة الحاقة: تجويد-تفسير.